# Shake the Disease
«Shake the Disease» és el tretzè senzill de Depeche Mode i fou enregistrat al Hansa Tonstudio de Berlín el 29 d'abril de 1985. Junt amb "It's Called a Heart" foren les dues cançons noves incloses en la compilació The Singles 81→85, publicada el mateix any.
Fou una de les primeres gravacions que van realitzar per l'àlbum Black Celebration, que acabaria sent publicat l'any 1985. Abans però, van editar la primera col·lecció de senzills de Depeche Mode i van decidir incloure la cançó com a tema inèdit i promocional de l'àlbum recopilatori. "Shake the Disease" es tracta d'un exercici apassionat i trist sobre la relació de parella, on també es poden escoltar sospirs, laments i crits de desesperació. La música és encara industrial amb percussions ràpides però complementades amb una base de sintetitzador trista i dramàtica. Aquesta musicalitat més fosca i ombrívola, junt amb la veu de Dave Gahan més greu i amarga, representava un endinsament al subgènere dark wave.
El videoclip d'aquesta cançó fou el primer dirigit per Peter Care, el primer de tres que faria per la banda. El videoclip estigué disponible en la compilació de vídeos Some Great Videos (1985) i posteriorment en el The Best of Depeche Mode Volume 1 (2006) format DVD. Depeche Mode ha inclòs la cançó en diverses gires mundials al llarg de la seva trajectòria però realitzant versions diferents, canviant la música i fins i tot sent cantada per Martin Gore en acústic.
La banda belga Hooverphonic va versionar la cançó per l'àlbum de tribut For the Masses (1998).

## Llista de cançons
7": Mute/7Bong8 (Regne Unit)
1. "Shake the Disease" – 4:48
2. "Flexible" – 3:11

7": Sire/7-28835 (Estats Units)
1. "Shake the Disease" (Fade) – 3:59
2. "Flexible" – 3:11

12": Mute/12Bong8 (Regne Unit)
1. "Shake the Disease" (Remixed Extended Version) – 8:43
2. "Flexible" (Remixed Extended Version) – 6:15

12": Mute/L12Bong8 (Regne Unit)
1. "Shake the Disease" (Edit the Shake) – 7:08
2. "Master and Servant" (Directe) – 5:38
3. "Flexible" (Pre-Deportation Mix) – 4:40
4. "Something to Do" (Metal Mix) – 7:25

CD: Mute/CD2Bong8 (Regne Unit, 1991), Sire/Reprise 40314-2 (Estats Units, 1991) i Reprise CDBONG8/R278891A (Estats Units, 2004)
1. "Shake the Disease" – 4:48
2. "Flexible" – 3:11
3. "Shake the Disease" (Remixed Extended Version) – 8:43
4. "Flexible" (Remixed Extended Version) – 6:15
5. "Shake the Disease" (Edit the Shake) – 7:11
6. "Something to Do" (Metal Mix) – 7:26

CD: Intercord/INT 826.829/CDL12Bong8 (Alemanya)
1. "Shake the Disease" (Edit the Shake) – 7:08
2. "Master and Servant" (Directe) – 5:38
3. "Flexible" (Pre-Deportation Mix) – 4:40
4. "Something to Do" (Metal Mix) – 7:25

CD: Virgin/30135 (França)
1. "Shake the Disease" (Edit the Shake) – 7:08
2. "Master and Servant" (Directe) – 5:38
3. "Flexible" (Pre-Deportation Mix) – 4:40
4. "Something to Do" (Metal Mix) – 7:25
5. "Shake the Disease" (7" mix) – 4:48

- Remixed Extended Version creada per Flood.
- Directe enregistrat al concert de Basilea el 30 de novembre de 1984.
- Pre-Deportation Mix realitzat per Bert Bevans.
- Metal Mix realitzat per Gareth Jones.